# Георгієвський (Зіанчуринський район)
Гео́ргієвський (рос. Георгиевский, башк. Георгиев) — хутір у складі Зіанчуринського району Башкортостану, Росія. Входить до складу Янибаєвської сільської ради.
Населення — 3 особи (2010; 9 в 2002).
Національний склад:
- росіяни — 100%